# Ростовцева, Инна Ивановна
И́нна Ива́новна Росто́вцева (20 декабря 1938, Ефремов, Тульская область — 13 апреля 2025) — советский и российский литературный критик.

## Биография
Родилась 20 декабря (по другим данным — 23 декабря) 1938 года в городе Ефремове Тульской области.
Печаталась с 1959 года.
В 1960 году окончила филологический факультет Воронежского университета, аспирантуру Московского университета.
В 1960—1962 годах работала в Центрально-Чернозёмном книжном издательстве.
Была редактором журналов «Детская литература», «Советская литература на иностранных языках», «Лепта».
В 1965 году вступила в Коммунистическую партию Советского Союза.
С 1965 по 1966 год — преподаватель на философском факультете Московского университета.
В 2006—2016 годах — доцент федерального государственного бюджетного образовательного учреждения высшего образования «Литературный институт имени А. М. Горького», руководитель творческого семинара поэзии.
Член Союза российских писателей.
Читала лекции в Зальцбургском и Венском университетах.
Скончалась 13 апреля 2025 года на 87-м году жизни.

## Награды
- Премия «Артиады России» (2002 год)[2][4][5];
- Горьковская литературная премия (2006 год)[2][4][5];
- Премия журнала «Юность»[2][4][5];
- Премия журнала «Наш современник»[2][4][5].

### Книги
- Ростовцева, И. И. Сокровенное о человеке. — 1968[2][3][4][5].
- Ростовцева, И. И. Николай Заболоцкий: литературный портрет. — 1976[3].
- Ростовцева, И. И. Николай Заболоцкий: опыт художественного познания. — 1984[2][4][5].
- Ростовцева, И. И. Между словом и поэзией. — 1989[2][4][5].
- Ростовцева, И. И. Стихи частного человека. — 1999[2][4][5].
- Ростовцева, И. И. Ночь: продолжение. Вторая книга стихов. — 2013[2][4][5].

### Статьи
- Ростовцева, И. И. Продумывать мир поэтически. — 1966[3].
- Ростовцева, И. И. Живая и мёртвая жизнь стиха. — 1969[3].
- Ростовцева, И. И. Не без искусности ума…. — 1971[3].
- Ростовцева, И. И. Исток и цель искусства. — 1976[3].